# Epinephelus trophis
Epinephelus trophis és una espècie de peix de la família dels serrànids i de l'ordre dels perciformes.

## Morfologia
Els mascles poden assolir els 12,5 cm de longitud total.

## Distribució geogràfica
Es troba a l'est de l'Índic.